# Carl Axel Nordenskjöld
Carl Axel Mauritz Nordenskjöld, född den 16 januari 1846 på Fårebo i Misterhults socken, Tunaläns härad, Kalmar län, död den 13 augusti 1924 i Skövde, Kåkinds härad, Skaraborgs län, var en svensk militär med generallöjtnants grad.

## Biografi
Carl Axel Nordenskjöld föddes i januari 1846 och var son till major C.A. Nordenskjöld och Johanna Stålhammar. Efter officersexamen antogs han till underlöjtnant vid Första livgrenadjärregementet (I 4) 1863. Han antogs till generalstabsofficer 1872 och blev 1878 lärare vid Krigshögskolan vilket han förblev till 1888. Parallellt med detta blev han 1882 stabsofficer vid tredje militärdistriktet och major vid Generalstaben 1885.
År 1889 utsågs han till chef för Krigshögskolan och 1890 befordrades han till överstelöjtnant. Efter att ha avgått som chef för Krigshögskolan 1891 så blev han chef för Lantförsvarsdepartementets kommandoexpedition vilket han var till 1897 då han befordrades till överste och tillsattes som chef för Livregementet till fot (I 3). År 1902 befordrades han till generalmajor och tilldelades befälet över III. arméfördelningen. Han blev befordrad till generallöjtnant 1908 och erhöll avsked 1911. Nordenskjöld var även ledamot av Kungliga Krigsvetenskapsakademien från 1887. Han är begravd på Norra begravningsplatsen utanför Stockholm.

## Utmärkelser
- Kommendör med stora korset av Svärdsorden, 5 juni 1909.[4]
- Kommendör av första klassen av Svärdsorden, 1 december 1900.[5]
- Kommendör av första graden av Danska Dannebrogorden, 24 oktober 1900.[6]
- Riddare av andra klassen av Preussiska Kronorden, senast 1905.[6]
- Riddare av andra klassen av Ryska Sankt Annas orden, senast 1905.[6]
- Kommendör av Österrikiska Frans Josefsorden, senast 1905.[6]
- Officer av Franska Hederslegionen, senast 1905.[6]